# Mike & Molly
Mike & Molly è una sitcom statunitense creata da Mark Roberts e trasmessa per sei stagioni sulla CBS dal 20 settembre 2010 al 16 maggio 2016. Tra i produttori esecutivi c'è anche Chuck Lorre.
In Italia va in onda dal 29 maggio 2011 sulle reti televisive Mediaset.

## Trama
Chicago, Illinois. Mike Biggs, un agente di polizia, e Molly Flynn, una maestra elementare, si incontrano per caso in un gruppo di Obesi Anonimi. Dopo i primi timidi approcci, finalmente Mike chiede a Molly di uscire ed iniziano a frequentarsi e ad affrontare le gioie e i dolori di una relazione che cresce piano piano. Nel frattempo la vita di tutti i giorni di entrambi va avanti: Mike trascorre molto del suo tempo con Carl, il poliziotto suo partner e suo migliore amico, il quale ancora vive insieme alla sua religiosissima nonna Rosetta, e Samuel, il cameriere del fast food dove i due pranzano quotidianamente; Molly invece vive con la sua famiglia, fatta di sole femmine visto che il padre è morto quando ancora era piccola: Victoria, la sorella, truccatrice di cadaveri in un'agenzia funebre, ragazza avvenente dedita alla marijuana ed a continui cambi di partner, soprattutto sposati, e la madre Joyce, accanita bevitrice di vino, che ha una relazione con Vince Moranto, un italo-americano che vive di profitti da piccoli affari più o meno leciti. Infine c'è la possessiva madre di Mike, Peggy, con un caratteraccio dovuto anche all'abbandono subito da parte del marito, fuggito con una ragazza più giovane, quando Mike era ancora adolescente.

## Episodi
| Stagione         | Episodi | Prima TV originale | Prima TV Italia |
| ---------------- | ------- | ------------------ | --------------- |
| Prima stagione   | 24      | 2010-2011          | 2011            |
| Seconda stagione | 23      | 2011-2012          | 2012            |
| Terza stagione   | 23      | 2012-2013          | 2013            |
| Quarta stagione  | 22      | 2013-2014          | 2014            |
| Quinta stagione  | 22      | 2014-2015          | 2015            |
| Sesta stagione   | 13      | 2016               | 2016            |

## Personaggi e interpreti

### Personaggi principali
- Michael "Mike" Biggs (stagioni 1-6), interpretato da Billy Gardell: protagonista maschile della serie, è un poliziotto, come suo padre che abbandonò la famiglia quando lui aveva 16 anni, epoca da cui in avanti ha iniziato ad avere problemi di obesità. Lui e Molly iniziano a frequentarsi per poi convolare a nozze. Per molti versi rappresenta lo stereotipo dell'uomo tutto divano e televisione, è la tipica persona abitudinaria; nonostante sia un uomo un po' insicuro, è un uomo comprensivo e di buon cuore che si è sempre dimostrato un grande supporto per Molly, la quale ha affermato più volte che il marito la fa sentire al sicuro.
- Molly Flynn (stagioni 1-6), interpretata da Melissa McCarthy: protagonista femminile della serie, il padre è morto quando lei aveva 8 anni, é una maestra affetta da obesità, che lavora in una scuola elementare, in seguito lascia il suo lavoro per realizzare il suo sogno di scrittrice. Molly è una persona ossessiva e insicura, che cerca sempre di nascondere le sue debolezze. Diversamente da sua madre e da sua sorella, lei è una persona molto responsabile, anche se a suo dire questo le ha precluso molte cose, ma il suo rapporto con Mike la farà diventare una donna più avventurosa e sicura di sé. È incapace di gestire il denaro, non essendo molto parsimoniosa, questa è la principale ragione per cui non riesce a essere economicamente indipendente. Amante dell'arte, del teatro, della poesia e della letteratura, è sempre aperta a nuove esperienze, infatti è l'esatto opposto di Mike.
- Carlton "Carl" Enoch McMillan (stagioni 1-6), interpretato da Reno Wilson: è il partner di Mike, nonché suo migliore amico. Vive con sua nonna, dopo che la madre lo abbandonò, ma poi acquisterà un appartamento che dividerà con Samuel. È Un uomo sensibile, indulgente e colto. Ha un rapporto buono ma molto complesso con Mike, infatti ha ostentato più volte un'amicizia quasi morbosa nei suoi confronti, spesso infatti viene ironizzato il fatto che i due sembrino una coppia. Ha un atteggiamento infantile ed egocentrico, e spesso ha l'abitudine di innamorarsi facilmente di una donna, soprattutto per via della sua paura di rimanere solo.
- Victoria Flynn (stagioni 1-6), interpretata da Katy Mixon: è la sorella minore di Molly, il padre è morto quando lei aveva 3 anni, lavora per un'agenzia funebre truccando i cadaveri. Amante del divertimento, ha molto in comune con sua madre in quanto festaiola, fumatrice di marijuana, ma al contrario di quest'ultima, Victoria è anche dolce e sensibile, inoltre le sue relazioni sono per lo più superficiali, o perché non sa tenersi un uomo per più di qualche giorno o perché ne ripone ingenuamente troppa fiducia e le sue scelte amorose sono spesso discutibili. Joyce non fa altro che coccolarla, nonostante le sue scelte sbagliate, viziandola eccessivamente.
- Joyce Marilyn Flynn (stagioni 1-6), interpretata da Swoosie Kurtz: è la madre di Molly e Victoria, lavorava come assistente di volo. Dopo la morte del marito si è presa cura da sola delle sue figlie, e anche se vuole bene ad entrambe, durante la loro infanzia si è dimostrata una madre accomodante ma spesso solo perché negligente, cosa che ha influenzato molto la vita delle due donne. A detta di Molly è Joyce la causa dei suoi problemi e di quelli di Victoria e della loro impossibilità di lasciare casa sua, ma Joyce ignora tali affermazioni senza preoccuparsene.
- Babatunde "Samuel" (stagioni 1-6), interpretato da Nyambi Nyambi: é un cameriere che lavora in un piccolo locale frequentato da Mike e Carl, nonché loro grande amico. Originario del Senegal, studia letteratura e anche se non sembra è un uomo molto colto, parla correttamente il francese e il tedesco. Spesso si lamenta della sua vita umile di poche prospettive. Nella quinta stagione acquista la tavola calda dove ha lavorato fin dall'inizio grazie anche all'investimento fatto da Vince.
- Vincent "Vince" Moranto (regolare ep. 14-127, ricorrente ep. 1-13), interpretato da Louis Mustillo: è il fidanzato di Joyce, i due poi si sposeranno. Inizialmente Molly farà fatica ad accettarlo nella sua famiglia, ma poi quando capisce che rende felice sua madre gli darà una possibilità. Gestisce un magazzino e anche se non sembra è un uomo molto benestante. Investe una quota per permettere a Samuel di acquistare la tavola calda Abe's dopo che il precedente proprietario la mette in vendita a causa dei debiti.
- Margaret "Peggy" Biggs (regolare ep. 15-127, ricorrente ep. 1-14), interpretata da Rondi Reed: è la madre di Mike e non va molto d'accordo con Molly, dato che la donna lo ha allontanato da lei. Dopo l'abbandono del marito, che la lasciò per un'altra, ha preteso sempre molto da Mike. Cerca sempre di tentare Mike col cibo pur sapendo dei suoi problemi alimentari. Nella quinta stagione si scoprono più cose sul suo passato, ad esempio che scappò di casa quando era ancora un'adolescente, perché suo padre era un uomo violento, inoltre ammette che il motivo per cui ha dei problemi a separarsi da Mike è perché non si è mai perdonata per aver abbandonato sua madre. Si scopre avere anche una sorella maggiore che è rimasta con la madre ed il padre e che questi trattavano molto meglio rispetto a come trattavano Peggy.
- Rosetta McMillan (regolare stagioni 1-3, ricorrente stagioni 4-5, guest stagione 6), interpretata da Cleo King: è la nonna di Carl, quest'ultimo è tutta la sua famiglia. I due si vogliono molto bene anche se non mancano i contrasti. Frequenta molti uomini, che conosce nella sua parrocchia, essendo molto religiosa.
- Harry (regolare stagioni 3-5, ricorrente stagioni 1-2 e 6), interpretato da David Anthony Higgins: é un amico di Mike e Molly, conosciuto ad una partita di baseball e ritrovato in seguito agli obesi anonimi, un uomo insicuro e debole di carattere. Inizialmente era invaghito di Victoria, ma poi capirà di essere gay.

### Personaggi ricorrenti
- Christina (stagione 2) interpretata da Holly Robinson Peete: è la prima fidanzata di Carl.
- Fratello Heywood (stagione 2-4) interpretato da Reginald VelJohnson è il predicatore della chiesa di Carl e Rosetta, nonché amante di Rosetta.
- Jack Biggs (stagione 2) interpretato da Francis Guinan: è il padre di Mike, che ha lasciato Mike e sua madre molti anni fa per scappare con una donna che Peggy chiama semplicemente "la prostituta".  Appare per la prima volta all'addio al celibato di Mike e si scusa in lacrime con suo figlio per essere scappato, a cui Mike dice onestamente a suo padre che lo ama ed è felice che sarà al matrimonio.  Dopo che Peggy e lui hanno dormito insieme, decide che vuole riconciliarsi con lei (il suo matrimonio con "la prostituta" si sta rapidamente disintegrando), ma Peggy dice senza mezzi termini che lo ha usato solo per il sesso e non ha alcun interesse per lui ora che ha servito il suo scopo.
- Capitano Murphy (stagione 3) interpretato da Gerald McRaney: è il capo di Mike nelle forze di polizia di Chicago nonché amante di Peggy, ma Peggy romperà con lui quando questi annuncia che si ritirerà e vuole trasferirsi in Arizona.

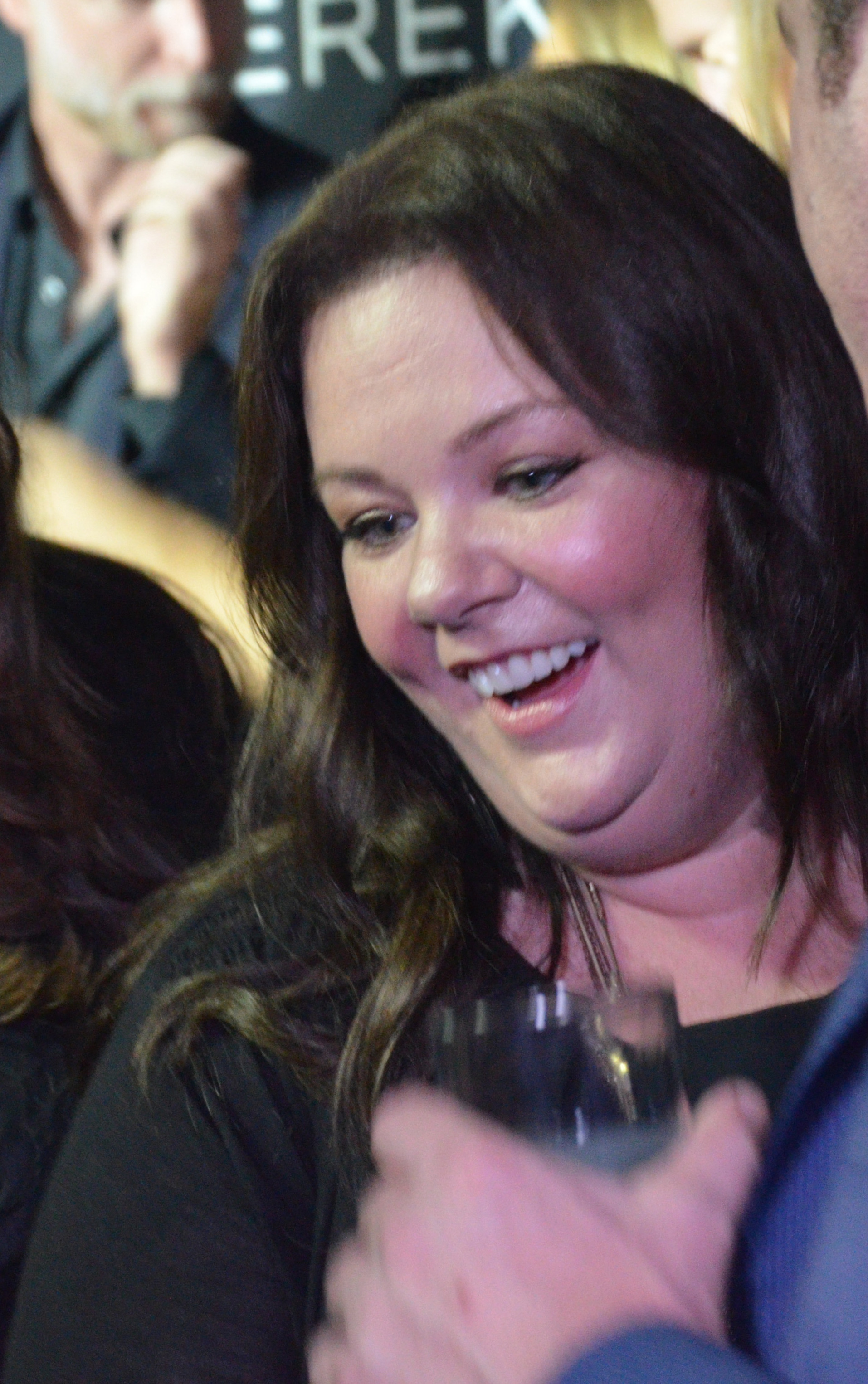
Melissa McCarthy interpreta Molly Flynn
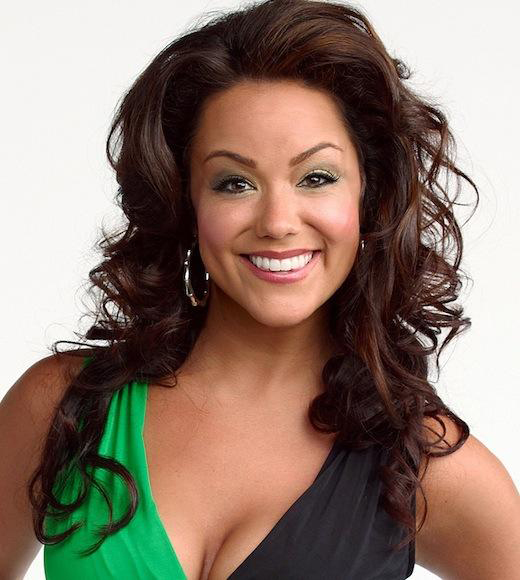
Katy Mixon interpreta Victoria Flynn
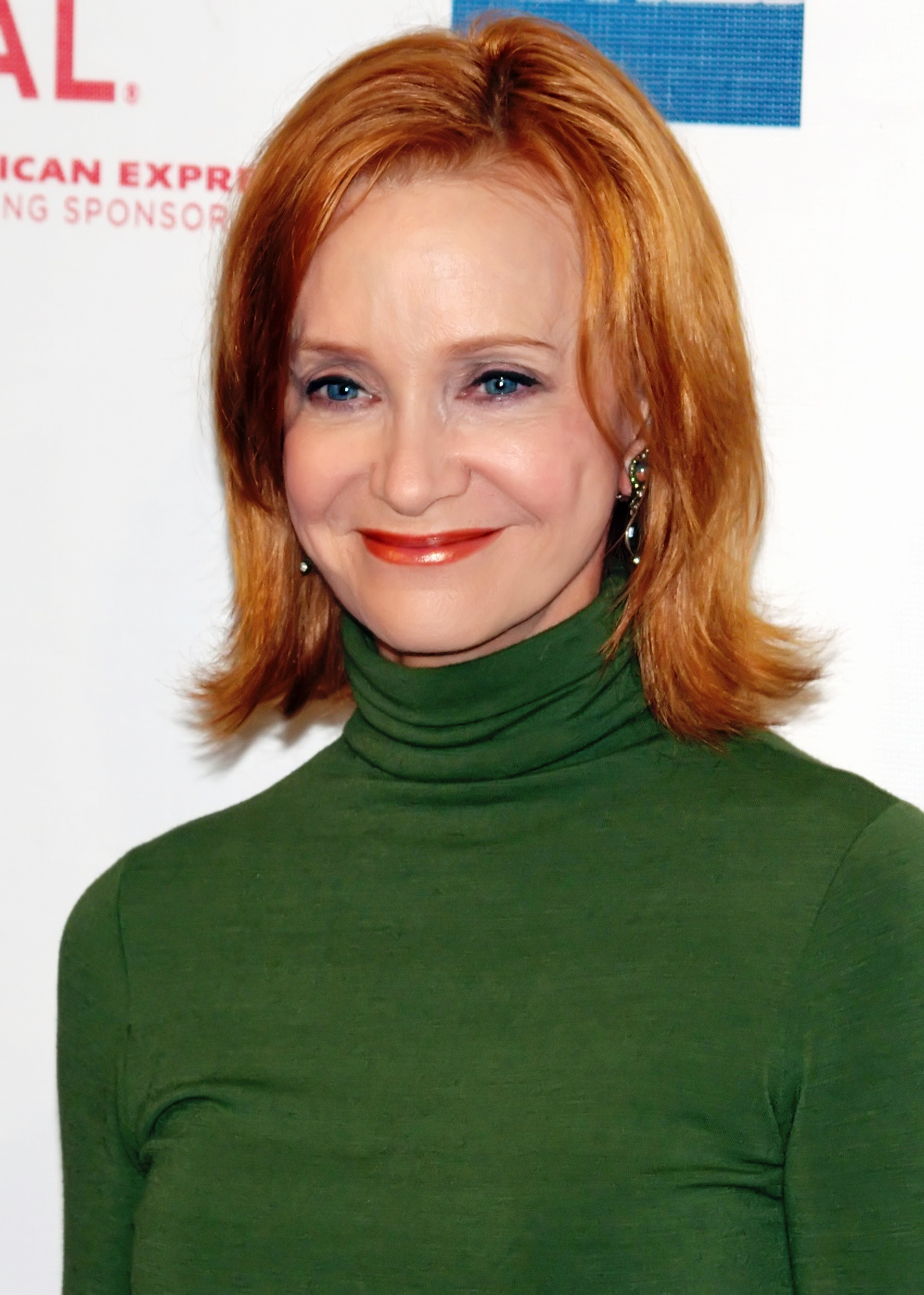
Swoosie Kurtz interpreta Joyce Flynn
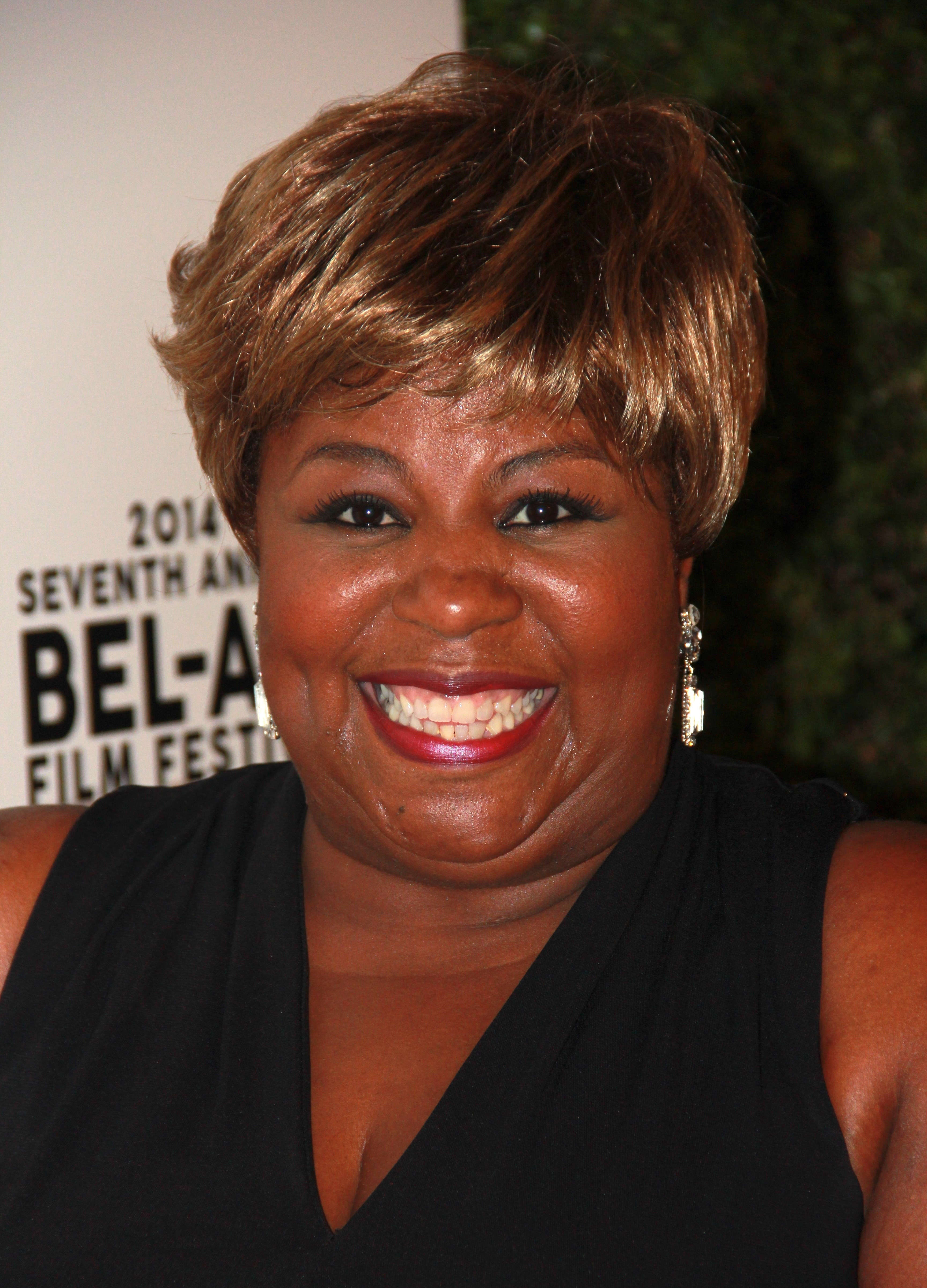
Cleo King interpreta Rosetta McMillan

## La sigla
La sigla iniziale è la canzone I See Love di Keb' Mo'.

## Produzione
Il 15 maggio 2011 la serie è stata rinnovata per una seconda stagione, il 14 marzo 2012 viene rinnovata per una terza stagione, il 27 marzo 2013 per una quarta stagione e il 13 marzo 2014 per una quinta stagione. L'11 marzo 2015 viene annunciato il rinnovo per una sesta ed ultima stagione.

## Premi e candidature
Premio Emmy
- 2011 Miglior attrice in una serie comedy per Melissa McCarthy
- 2012 Candidatura Miglior attrice in una serie comedy per Melissa McCarthy
- 2015 Miglior fotografia per una serie multi-camera per l'episodio Posto di blocco
- 2015 Candidatura Miglior montaggio video per una serie commedia multi-camera a Stephen Prime